# 以斯拉續篇下卷
《以斯拉續篇下卷》（2 Esdras）又譯作《厄斯德拉後書》，是一本僅被東正教，但不被新教、天主教和猶太教接受作聖經正經的次經經卷。作者相信是猶太人，他盼望著以色列的彌賽亞降臨，帶來幸福的日子，可能是書名人物以斯拉。此書用的是亞蘭文，可能是第一世紀末的作品。序言以希臘文寫成，是第二世紀中葉加上的；一個世紀後才有結尾的兩章。 

## 內容
以斯拉續篇下卷共有16章，此書的主要部分（第3-14章）介紹了以斯拉在巴比倫所領受的七個啟示。這些啟示提及以色列的苦況，也嘗試為
神的作為辯護。序言（第1-2章）和結尾（第15-16章）部分包含一些後來加上的附錄，可以看出是以基督教的觀點寫成的。

## 相关作品
- 《以斯拉續篇上卷》

### 引用
1. ↑  Stone, Michael Edward. . Hermeneia. Fortress Press. 1990: 37. ISBN 0-8006-6026-9.

## 延伸阅读
- 小德兰网站 以斯拉五书和六书 （页面存档备份，存于）